# Ernst August von Hannover (1914–1987)

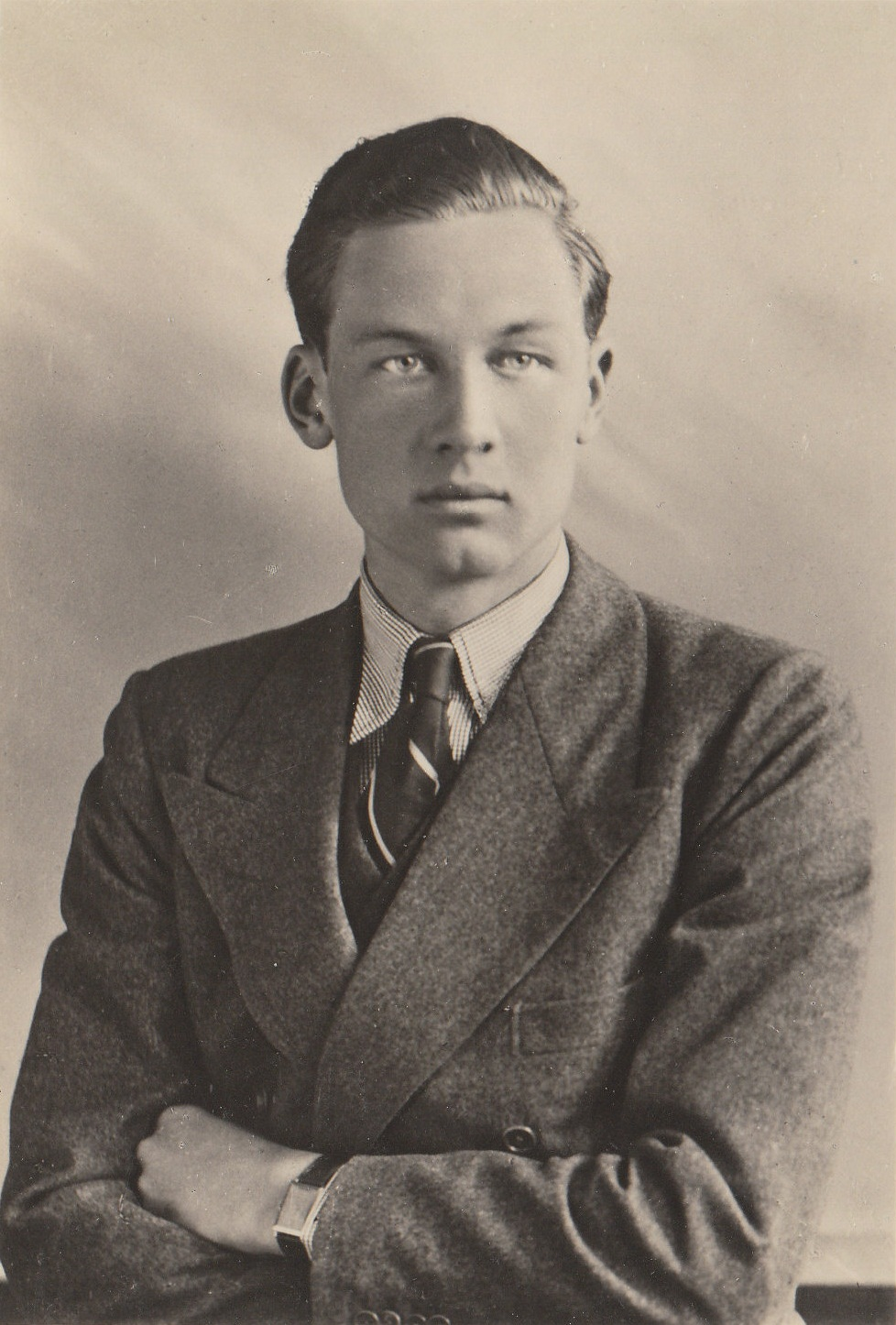
Ernst August von Hannover

Ernst August (IV.) Georg Wilhelm Christian Ludwig Franz Joseph Nikolaus Oskar Prinz von Hannover, Herzog zu Braunschweig und Lüneburg, Königlicher Prinz von Großbritannien und Irland (* 18. März 1914 in Braunschweig; † 9. Dezember 1987 in Schulenburg im Hausgut Calenberg) war Oberhaupt des Hauses Hannover und von seiner Geburt bis 1918 Erbprinz im Herzogtum Braunschweig.

## Leben

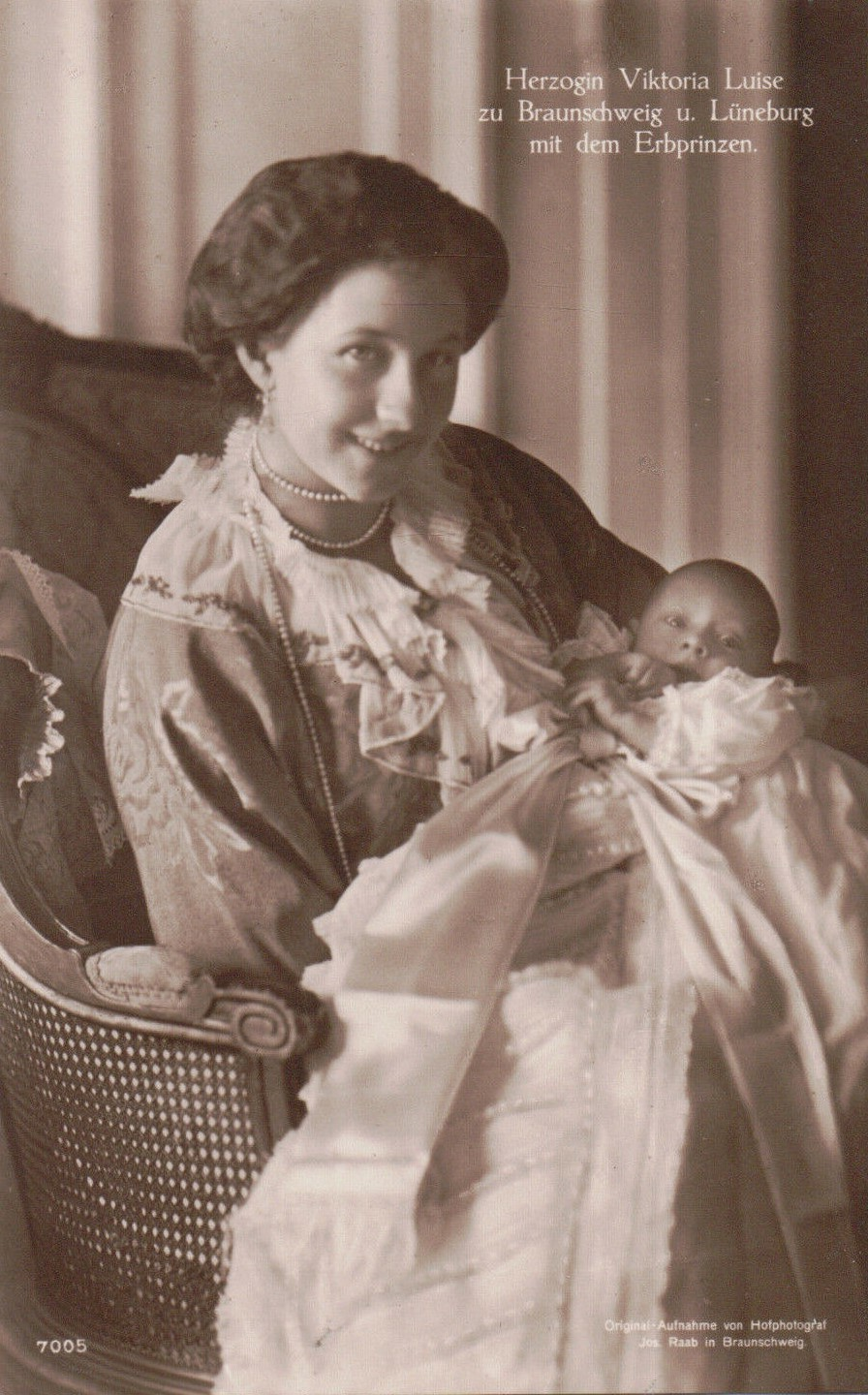
Herzogin Viktoria Luise zu Braunschweig und Lüneburg mit ihrem Sohn, 1914

Ernst August, der 1914 als Erbprinz und Sohn des regierenden Herzogs Ernst August und seiner Gemahlin, Herzogin Viktoria Luise, geborene Prinzessin von Preußen, in Braunschweig geboren wurde, erhielt den welfischen Leitnamen zu Ehren seines Großvaters und seines Vaters. Er wurde im Mai 1914 im Braunschweiger Dom evangelisch-lutherisch getauft. Seine Taufpaten waren seine Großeltern mütterlicherseits, der Deutsche Kaiser Wilhelm II. und Kaiserin Auguste Viktoria, der österreichische Kaiser Franz Joseph I., der russische Kaiser Nikolaus II., der britische König Georg V., der bayrische König Ludwig III., Großherzog Friedrich Franz IV. von Mecklenburg, Herzog Ernst August und Herzogin Thyra von Cumberland, Prinz Max von Baden, Prinz Adalbert von Preußen, Prinz Oskar von Preußen und das Kgl. Bayrische 1. Schwere Reiter-Regiment „Prinz Karl von Bayern“.
Er wuchs nach dem Ende der Monarchie infolge der Novemberrevolution 1918 mit seinen Eltern und Geschwistern im Exil in der Republik Österreich auf. Er besuchte das Internat Salem und studierte nach dem Abitur Rechtswissenschaft in Göttingen. 1936 wurde er hier zum Doktor der Rechte promoviert. Im Zweiten Weltkrieg nahm er am Krieg gegen die Sowjetunion teil und diente bis Januar 1942 als Oberleutnant im Stab unter Generaloberst Hoepner. Im Frühjahr 1943 wurde er bei Charkow schwer verwundet und im Mai 1943 durch den Prinzenerlass aus der Wehrmacht ausgeschlossen. Nach dem Attentat vom 20. Juli 1944 wurde er für einige Wochen von der Geheimen Staatspolizei im Geheimen Staatspolizeihauptamt in der Berliner Prinz-Albrecht-Straße 8 inhaftiert.
Bei Kriegsende 1945 wurde der gesamten Familie durch die Britische Armee, die den Harz erobert hatte, die Flucht vor der Roten Armee von Schloss Blankenburg am Harz und der Abtransport allen mobilen Inventars nach Schloss Marienburg bei Hannover (heute Pattensen) ermöglicht. Diese Sonderbehandlung geschah auf persönliche Anordnung des britischen Königs Georg VI., dessen 1936 verstorbener Vater König Georg V. ein Vetter ersten Grades von Herzog Ernst August von Braunschweig und der Patenonkel von Ernst August (IV.) gewesen war.
Mit dem Tod seines Vaters wurde er 1953 Familienoberhaupt der Welfen und Chef des Hauses Hannover. Unter der Regie seiner Frau Prinzessin Ortrud wurde das Schloss Marienburg zu einem Schlossmuseum umgebaut. 1955 beanspruchte Ernst August die britische Staatsangehörigkeit, die ihm zunächst durch den Attorney General Reginald Manningham-Buller verweigert wurde, als evangelischem Nachfahren Sophies von der Pfalz aber rechtlich zustand. Das House of Lords bestätigte 1956 schließlich den Anspruch Ernst Augusts auf die britische Staatsangehörigkeit. Er führte seitdem in Großbritannien den Namen His Royal Highness Ernest Augustus Guelph.
Ernst August starb 1987 auf dem Hausgut Calenberg in Schulenburg, sein Sohn Ernst August folgte ihm als Oberhaupt des Hauses Hannover und des welfischen Gesamthauses Braunschweig-Lüneburg.

## Familie
Ernst August war der Sohn des letzten regierenden Herzogs von Braunschweig, Urenkel König Georgs V. von Hannover und über seine Mutter Herzogin Viktoria Luise ein Enkel Kaiser Wilhelms II. Seine Schwester war Königin Friederike von Griechenland (1917–1981), sein Bruder Georg Wilhelm (1915–2006) war verheiratet mit Prinzessin Sophie von Griechenland (1914–2001), einer Schwester von Prinz Philip Mountbatten, Duke of Edinburgh.
Ernst August hatte eine Affäre mit der Ehefrau seines Vetters Hubertus von Preußen (1909–1950), Maria Anna, geborene Freiin von Humboldt-Dachroeden (1916–2003), was zur Scheidung dieser Ehe führte. Dem Verhältnis von Ernst August und Maria Anna, der Tochter Alexander von Humboldts, entsprang ein Sohn, der den Mädchennamen seiner Mutter als Nachnamen erhielt:
- Christian Ernst August Hubertus (* 27. Dezember 1943) ⚭ Marie von Maltzahn[4]

In erster Ehe war Ernst August seit 1951 mit Ortrud Prinzessin zu Schleswig-Holstein-Sonderburg-Glücksburg (1925–1980), Tochter des Prinzen Albert zu Schleswig-Holstein-Sonderburg-Glücksburg und der Prinzessin Hertha zu Ysenburg und Büdingen verheiratet. Die Eheleute hatten sechs Kinder:
- Marie Viktoria Luise Hertha Friederike (* 26. November 1952) ⚭ 1982 Michael Graf von Hochberg
- Ernst August (* 26. Februar 1954)

⚭ 1981 bis 1998 Chantal Hochuli
⚭ 1999 Caroline Prinzessin von Monaco
- Ludwig Rudolph (* 28. November 1955; † 29. November 1988) ⚭ 4. Oktober 1987 Isabella Gräfin von Thurn und Valsassina (* 12. Dezember 1962; † 29. November 1988)[5]
- Olga Sophie Charlotte Anna (* 17. Februar 1958)
- Alexandra Irene Margitha Elisabeth Bathildis (* 18. Februar 1959) ⚭ 1981 Andreas Prinz zu Leiningen
- Heinrich Julius (* 29. April 1961) ⚭ 1999 Thyra von Westernhagen

In zweiter Ehe heiratete er im Juli 1981 auf Schloss Laubach Monika Gräfin zu Solms-Laubach (* 1929; † 2015).

## Trivia
Ernst August erscheint als Nebenfigur in zwei Episoden der ersten Staffel der britischen Fernsehserie The Crown (2016) und wird dabei von Daniel Betts verkörpert.